# Diederich Volkmann
Diederich Volkmann (* 13. September 1838 in Bremen; † 13. März 1903 in Tabarz) war ein deutscher Altphilologe und zwanzig Jahre lang Rektor der Fürstenschule Pforta.

## Leben
Volkmann war der älteste Sohn des Theologen und Lehrers am Gymnasium Illustre Bremens Johann Heinrich Volkmann (1804–1865) und seiner Frau Amalie (1813–1842), der Tochter des Bremer Bürgermeisters Diederich Meier (1787–1857).
Volkmanns Brüder waren der Kaufmann und amerikanische Konsul in Odessa Johann Hermann Volkmann (1840–1896), der Teilhaber und Aufsichtsratsvorsitzende der Norddeutschen Wollkämmerei & Kammgarnspinnerei (Nordwolle) Johann Heinrich Volkmann (Kaufmann) (1842–1916) sowie der Bremer Pastor Gustav Volkmann (1842–1917).
Volkmann heiratete Clementine Breslau (1845–1923), die Tochter des Ober-Bauinspektors Adolph Breslau und der Liddy Wellner. Beide hatten fünf Kinder darunter den Kolonialoffizier Major Richard D. Volkmann (1870–1954).
Nach Besuch des Alten Gymnasiums in Bremen studierte Volkmann ab  1857 Philologie an der Universität Bonn, wo er bei der Burschenschaft Alemannia aktiv wurde. 1858 wechselte er an die  Universität Breslau und kehrte 1859 wieder nach Bonn zurück  und promovierte 1861 zum Dr. phil. mit der Dissertation De Suidae biographicis quaestiones selectae.
1861 wurde er Lehrer an der Fürstenschule Schulpforta. Von 1861 bis 1864 gehörte dort Friedrich Nietzsche zu seinen Schülern, mit dem er über Jahrzehnte in Verbindung blieb und dem er riet, nach Bonn zum Studium zu gehen. Ostern 1863 rückte Volkmann in die Stelle des 4. Adjunkten auf, wurde 1866 Oberlehrer und 1870 zum Professor ernannt. 1873 wurde er als Direktor des Gymnasiums nach Görlitz, 1874 als solcher an das Gymnasium in Elberfeld berufen. 1878 kehrte er als Rektor nach Schulpforta zurück.
Kurz nach seinem Regierungsantritt bat Kaiser Wilhelm II. Volkmann zu sich, um für die große, für 1890 geplante, Schulkonferenz den Rat des Rektors einzuholen. Ein Angebot, als Ministerialrat das Dezernat Höheres Schulwesen Preussens zu übernehmen, lehnte er ab.
Er führte zahlreiche Bildungsreisen nach Italien und Griechenland durch. Als Lehrer unterrichtete er Griechisch, Latein, Französisch und Deutsch, wobei er sich in den Rektorenjahre aus Zeitgründen darauf beschränkte, die Oberprima in Griechisch zu unterrichten. 	
Aufgrund seiner labilen Gesundheit wurde Volkmann 1898 feierlich aus dem Rektorenamt verabschiedet. Inzwischen zum Geheimen Regierungsrat ernannt nahm er seinen Wohnsitz in Jena.
Er verstarb während eines Ferienaufenthaltes in Tabarz und liegt dort begraben.

## Auszeichnungen
- 1883: Roter Adlerorden 4. Klasse
- 1890: Adler der Ritter des Hohenzollernschen Hausordens
- 1893: Krone zum Roten Adlerorden

## Schriften
- De Suidae biographicis quaestiones selectae – Bonnae. Georgi, 1861.
- De Suidae biographicis quaestiones alterae, Symbol. philologorum Bonnensium Fasc. II, 1867, S. 715–731.
- Itinerarium Alexandri – Naumburg. Sieling, 1871.
- De Suidae biographicis quaestiones novae. Gymn.-Progr. von Schulpforta, Naumburg 1873.
- Alexandri Magni rerum gestarum epitoma : Et cod. Mettensi – Namburgi. Sieling, 1886.